# Pselaphochernes scorpioides
Espèce
Synonymes
- Chelifer scorpioides Hermann, 1804
- Chernes affinis Tömösváry, 1884
- Chernes scorpioides bertalanii Daday, 1889
- Chernes minutus Ellingsen, 1897
- Chelifer rostombekovi Redikorzev, 1930
- Pselaphochernes macrochaetus Redikorzev, 1949

Pselaphochernes scorpioides est une espèce de pseudoscorpions de la famille des Chernetidae.

## Distribution
Cette espèce se rencontre au Royaume-Uni, en Irlande, en Norvège, en Suède, en Finlande, en Lettonie, au Danemark, en Pologne, en Allemagne, aux Pays-Bas, en Belgique, en France, en Espagne, au Portugal, en Italie, en Suisse, en Autriche, en Tchéquie, en Slovaquie, en Ukraine, en Hongrie, en Roumanie, en Bulgarie, en Grèce, en Turquie, en Russie, en Arménie, en Azerbaïdjan, en Syrie, au Liban, en Israël, en Iran, au Pakistan, en Ouzbékistan, en Algérie, en Maroc et aux États-Unis.

## Description

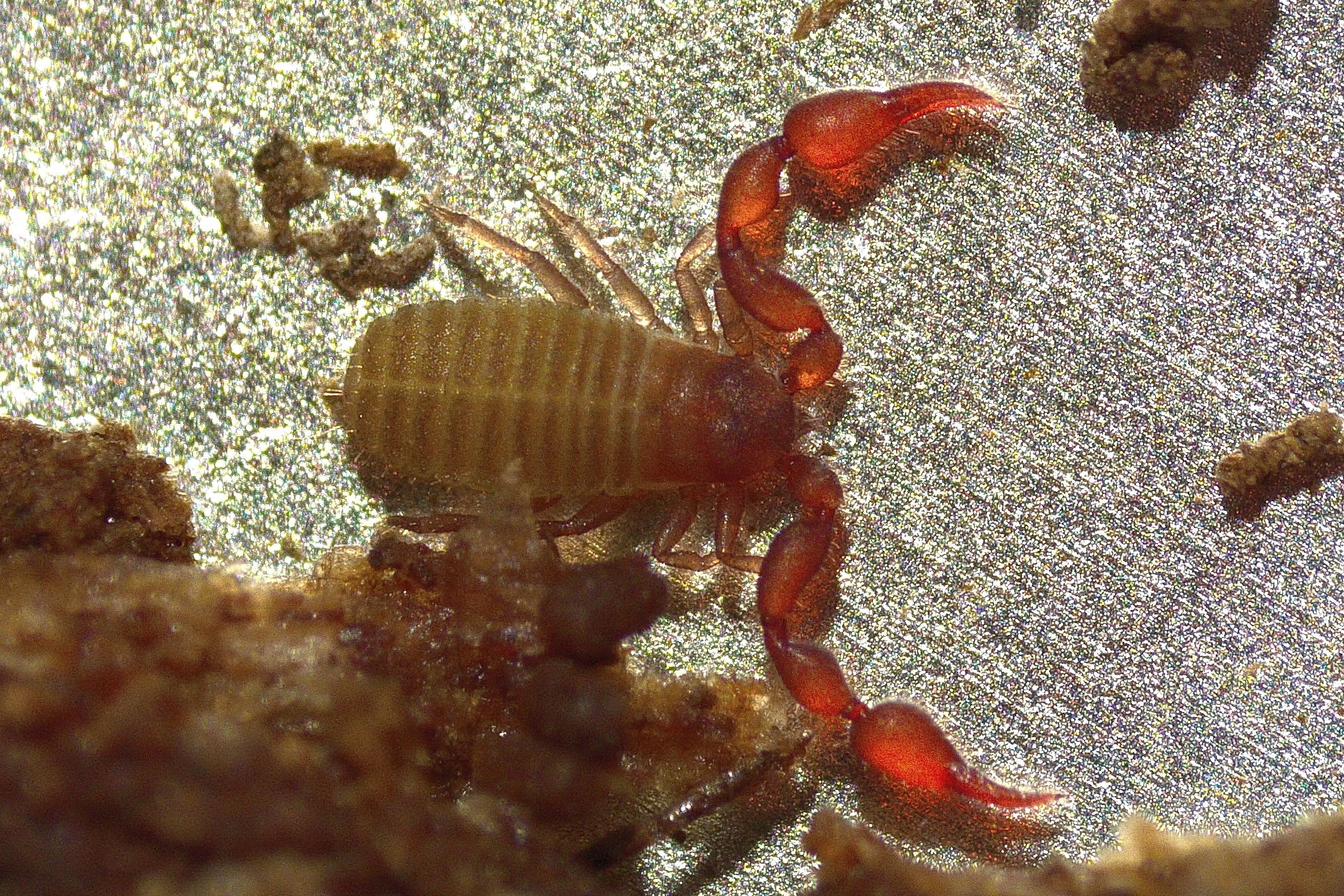
Pselaphochernes scorpioides

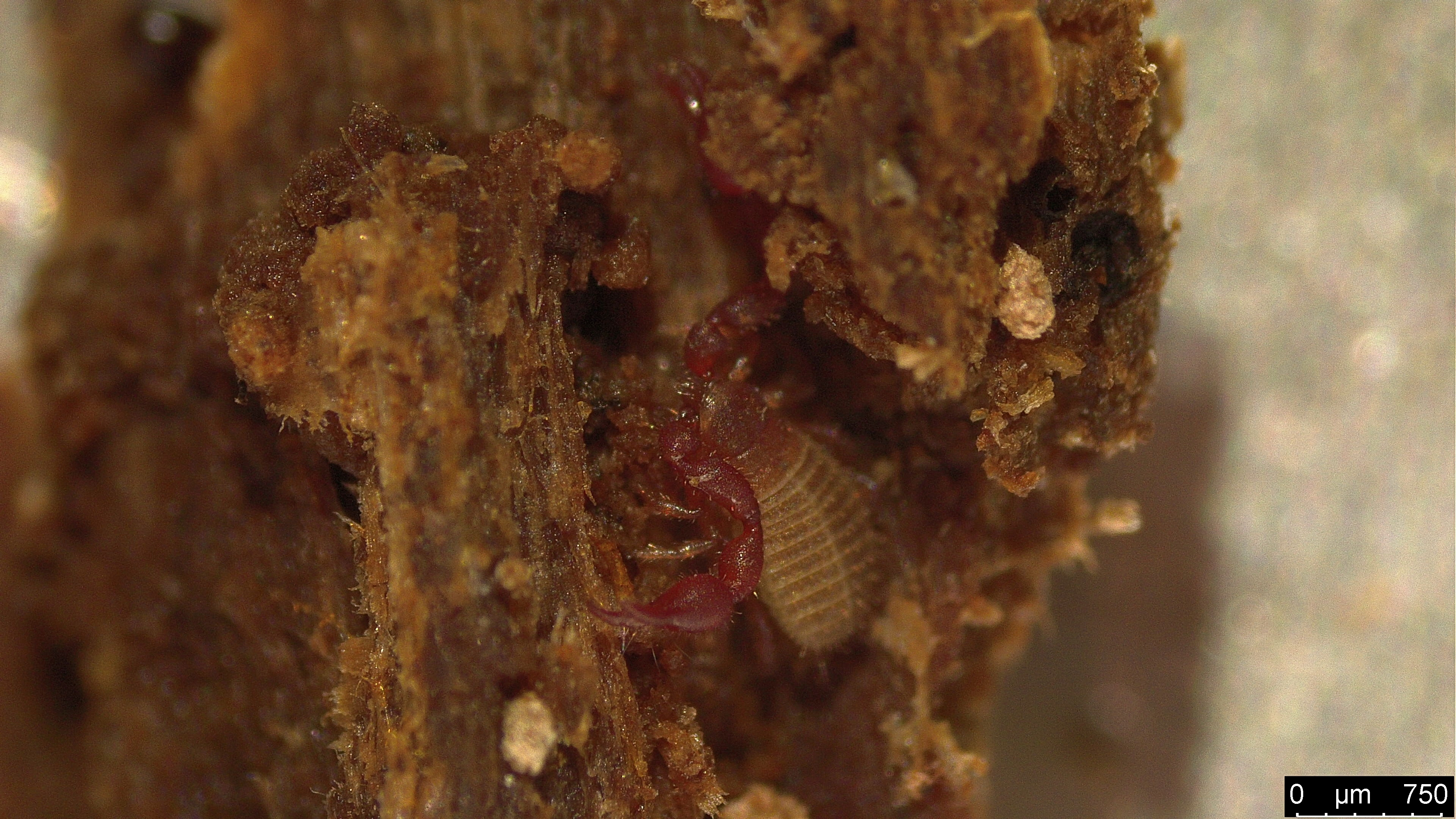
Pselaphochernes scorpioides

Le mâle décrit par Nassirkhani en 2018 mesure 1,75 mm et les femelles de 2,12 à 2,32 mm

## Publication originale
- Hermann, 1804 : Mémoire aptérologique. Strasbourg, p. 1-144 (texte intégral).